# Sabarkantha (Distrikt)
Der Distrikt Sabarkantha (Gujarati: રાજકોટ જિલ્લો) ist ein Distrikt im Bundesstaat Gujarat in Indien. Die Stadt Himatnagar ist die Hauptstadt des Distrikts. Die letzte Volkszählung im Jahr 2011 ergab eine Gesamtbevölkerungszahl von 2.428.589 Menschen.

## Geographie
Der Distrikt liegt im Norden des Staates Gujarat an der Grenze zu Rajasthan. Im Norden, Nordosten und Osten grenzt er an die Distrikte im Bundesstaat Rajasthan. Im Westen grenzt Sabarkantha an die Distrikte Banaskantha und Distrikt Mehsana, im Südwesten an den Distrikt Gandhinagar, im Süden an den Distrikt Kheda und im Südosten an den Distrikt Panchmahal. Er besteht aus mehreren topographisch verschiedenartigen Gebieten. Im Nordwesten des Distrikts liegt das Idar Upland (Hochland von Idar). Im Norden und Osten des Gebiets liegt Sabar Kantha Aravalli, das aus Tälern und Hügelzügen besteht. Sabarmati Plain (Ebene von Sabarmathi) und Khari Plain (Ebene von Khari) nehmen den Südwestteil von Sabarkantha ein. Im Zentralen Süden liegt Vatrak Meshwa und Majham Plain, eine Ebene mit bewaldeten Hügeln.

## Geschichte
Das Gebiet ist schon seit langer Zeit besiedelt. Geschichtlich teilte es das Schicksal der Nachbarregionen. Der heutige Hauptort wurde beispielsweise im Jahr 1426 von Sultan Ahmed I. als Bollwerk gegen die Raos von Idar gegründet. 1848 wurde diese Stadt, damals Ahmednagar genannt, von Hindus unter der Leitung des Fürsten Himatsinhji von Idar erobert und in Himatnagar umbenannt.
Der heutige Distrikt Sabarkantha wurde im Jahr 1949 aus zahlreichen Fürstentümern (princely states) und Teilen des damaligen Distrikts Ahmadabad gegründet.

## Bevölkerung
Bei der letzten Volkszählung 2011 wurden 2.428.589 Einwohner gezählt. Davon waren 1.244.231 Männer (51,23 Prozent) und 1.184.358 Frauen. Zu den Dalit gehörten 2011 187.685 (7,73 Prozent), zu den Adivasi 542.156 (22,32 Prozent) Menschen. Von der gesamten Anzahl Bewohner lebten 2011 nur 363.720 Personen (14,98 Prozent) in städtischen Gebieten. Somit lebten noch fast 6 von 7 Einwohnern auf dem Land.

### Bevölkerung des Distrikts nach Geschlecht
Wie in vielen Teilen Indiens hat der Anteil der weiblichen Bevölkerung in den letzten Jahrzehnten prozentual zeitweise abgenommen. Dennoch sind die Schwankungen innerhalb der Geschlechter für indische Verhältnisse innerhalb eines kleinen Bereichs (Frauenanteil zwischen 48,66 und 49,39 % seit der Unabhängigkeit).
| Verteilung der Bevölkerung nach Geschlecht im Distrikt Sabarkantha |                   |                   |                   |                   |                   |                   |                   |                   |                   |                   |                   |                   |                   |                   |
|                                                                    | Volkszählung 1951 | Volkszählung 1951 | Volkszählung 1961 | Volkszählung 1961 | Volkszählung 1971 | Volkszählung 1971 | Volkszählung 1981 | Volkszählung 1981 | Volkszählung 1991 | Volkszählung 1991 | Volkszählung 2001 | Volkszählung 2001 | Volkszählung 2011 | Volkszählung 2011 |
| Anzahl                                                             | Anteil            | Anzahl            | Anteil            | Anzahl            | Anteil            | Anzahl            | Anteil            | Anzahl            | Anteil            | Anzahl            | Anteil            | Anzahl            | Anteil            |                   |
| GESAMT                                                             | 684.017           | 100 %             | 918.587           | 100 %             | 1.187.637         | 100 %             | 1.502.284         | 100 %             | 1.761.086         | 100 %             | 2.082.531         | 100 %             | 2.428.589         | 100 %             |
| Männer                                                             | 346.774           | 50,70 %           | 470.224           | 51,19 %           | 604.546           | 50,90 %           | 760.381           | 50,61 %           | 896.010           | 50,88 %           | 1.069.554         | 51,34 %           | 1.244.231         | 51,23 %           |
| Frauen                                                             | 337.243           | 49,30 %           | 448.363           | 48,81 %           | 583.091           | 49,10 %           | 741.903           | 49,39 %           | 865.076           | 49,12 %           | 1.012.977         | 48,66 %           | 1.184.358         | 48,77 %           |

### Bevölkerung des Distrikts nach Sprachen
Die Mehrheit der Bevölkerung des Distrikts Sabarkantha spricht Gujarati. Sprachminderheiten mit mehr als 10.000 Sprechern waren Bhilodi, Garasia (beide gehören zu den Bhil-Sprachen) und Hindi.
| Jahr                                                                                                  | Gujarati  | Gujarati | Bhilodi | Bhilodi | Garasia | Garasia | Hindi  | Hindi  | Urdu   | Urdu   | Andere Sprachen | Andere Sprachen | Gesamt    | Gesamt   |
| Jahr                                                                                                  | Zahl      | %        | Zahl    | %       | Zahl    | %       | Zahl   | %      | Zahl   | %      | Zahl            | %               | Zahl      | %        |
| --- | --------- | -------- | ------- | ------- | ------- | ------- | ------ | ------ | ------ | ------ | --------------- | --------------- | --------- | -------- |
| 1991                                                                                                  | 1.731.744 | 98,33 %  | 0       | 0,00 %  | 0       | 0,00 %  | 9.187  | 0,52 % | 12.863 | 0,73 % | 7.292           | 0,41 %          | 1.761.086 | 100,00 % |
| 2001                                                                                                  | 1.999.038 | 95,99 %  | 22.134  | 1,06 %  | 21.531  | 1,03 %  | 17.189 | 0,83 % | 9.544  | 0,46 % | 13.095          | 0,63 %          | 2.082.531 | 100,00 % |
| Quelle: Volkszählungen in Indien 1991 und 2001; 1991 wurden die Bhil-Sprachen dem Gujarati zugeordnet |           |          |         |         |         |         |        |        |        |        |                 |                 |           |          |

### Bevölkerung des Distrikts nach Bekenntnissen
Die Bewohner bekennen sich mehrheitlich zum Hinduismus. Einzige bedeutende religiöse Minderheit sind die Muslime mit rund 6 Prozent der Einwohnerschaft. Kleine Minderheiten bilden die rund 11.100 Jainas und die rund 6.400 Christen. Die genaue religiöse Zusammensetzung der Bevölkerung zeigt folgende Tabelle:
| Jahr                                                                | Buddhisten | Buddhisten | Christen | Christen | Hindus    | Hindus  | Jainas | Jainas | Muslime | Muslime | Sikhs | Sikhs  | Andere | Andere | keine Angaben | keine Angaben | Gesamt    | Gesamt   |
| Jahr                                                                | Zahl       | %          | Zahl     | %        | Zahl      | %       | Zahl   | %      | Zahl    | %       | Zahl  | %      | Zahl   | %      | Zahl          | %             | Zahl      | %        |
| ------------------------------------------------------------------- | ---------- | ---------- | -------- | -------- | --------- | ------- | ------ | ------ | ------- | ------- | ----- | ------ | ------ | ------ | ------------- | ------------- | --------- | -------- |
| 1991                                                                | 11         | 0,00 %     | 4.672    | 0,27 %   | 1.642.242 | 93,25 % | 17.615 | 1,00 % | 96.277  | 5,47 %  | 269   | 0,02 % | 0      | 0,00 % | 0             | 0,00 %        | 1.761.086 | 100,00 % |
| 2001                                                                | 9          | 0,00 %     | 5.649    | 0,27 %   | 1.946.780 | 93,48 % | 11.198 | 0,54 % | 117.806 | 5,66 %  | 514   | 0,02 % | 6      | 0,00 % | 569           | 0,03 %        | 2.082.531 | 100,00 % |
| 2011                                                                | 168        | 0,01 %     | 6.375    | 0,26 %   | 2.260.560 | 93,08 % | 11.110 | 0,46 % | 148.563 | 6,12 %  | 614   | 0,03 % | 52     | 0,00 % | 1.147         | 0,05 %        | 2.428.589 | 100,00 % |
| Quelle: Ergebnisse der Volkszählungen in Indien 1991, 2001 und 2011 |            |            |          |          |           |         |        |        |         |         |       |        |        |        |               |               |           |          |

### Bevölkerungsentwicklung
Wie überall in Indien wuchs die Einwohnerzahl im Distrikt Sabarkantha über Jahrzehnte stark an. Die Zunahme betrug zwischen den letzten beiden Volkszählungen 16,62 Prozent und ist in absoluten Zahlen bedeutend. Von 2001 bis 2011 nahm die Bevölkerung um beinahe 350.000 Menschen zu. Die genauen Zahlen verdeutlicht folgende Tabelle:

### Bedeutende Orte
Einwohnerstärkste Ortschaft des Distrikts ist der Hauptort Himatnagar mit mehr als 80.000 Bewohnern. Eine weitere Stadt mit mehr als 50.000 Bewohnern ist Modasa. Daneben gibt es noch einige weitere Orte mit über 10.000 Einwohnern.

### Verteilung Stadt und Landbevölkerung
Sabarkantha gehört zu den sehr ländlich geprägten Distrikten innerhalb des Bundesstaates.
| Stadt- und Landbevölkerung im Distrikt Sabarkantha |                   |                   |                   |                   |                   |                   |                   |                   |                   |                   |                   |                   |                   |                   |
|                                                    | Volkszählung 1951 | Volkszählung 1951 | Volkszählung 1961 | Volkszählung 1961 | Volkszählung 1971 | Volkszählung 1971 | Volkszählung 1981 | Volkszählung 1981 | Volkszählung 1991 | Volkszählung 1991 | Volkszählung 2001 | Volkszählung 2001 | Volkszählung 2011 | Volkszählung 2011 |
| Anzahl                                             | Anteil            | Anzahl            | Anteil            | Anzahl            | Anteil            | Anzahl            | Anteil            | Anzahl            | Anteil            | Anzahl            | Anteil            | Anzahl            | Anteil            |                   |
| GESAMT                                             | 684.017           | 100 %             | 918.587           | 100 %             | 1.187.637         | 100 %             | 1.502.284         | 100 %             | 1.761.086         | 100 %             | 2.082.531         | 100 %             | 2.428.589         | 100 %             |
| STADT                                              | 43.131            | 6,31 %            | 61.208            | 6,66 %            | 95.175            | 8,01 %            | 148.710           | 9,90 %            | 185.168           | 10,51 %           | 225.129           | 10,81 %           | 363.720           | 14,98 %           |
| LAND                                               | 640.886           | 93,69 %           | 857.379           | 93,34 %           | 1.092.462         | 91,99 %           | 1.353.574         | 90,10 %           | 1.575.918         | 89,49 %           | 1.857.402         | 89,19 %           | 2.064.869         | 85,02 %           |

## Bildung
Trotz bedeutender Anstrengungen ist das Ziel der vollständigen Alphabetisierung noch nicht erreicht. Dazu kommen gewaltige Unterschiede. Während bei den Männern in den Städten mehr als 9 von 10 lesen und schreiben können, ist dies bei den Frauen auf dem Land nur bei von 5 von 8 Personen der Fall. Die Entwicklung zeigt folgende Tabelle:
| Alphabetisierung im Distrikt Sabarkantha |         |                   |                   |                   |                   |
| Einheit                                  | VZ 1991 | Volkszählung 2001 | Volkszählung 2001 | Volkszählung 2011 | Volkszählung 2011 |
| Einheit                                  | Anteil  | Anzahl            | Anteil            | Anzahl            | Anteil            |
| GESAMT                                   | 59,03 % | 1.171.555         | 66,65 %           | 1.578.734         | 75,79 %           |
| Männer                                   | 74,53 % | 721.203           | 80,42 %           | 918.625           | 86,44 %           |
| Frauen                                   | 43,08 % | 450.352           | 52,30 %           | 660.109           | 64,69 %           |
| STADT GESAMT                             | 77,54 % | 158.745           | 81,00 %           | 270.745           | 84,58 %           |
| Stadt-Männer                             | 87,64 % | 90.274            | 89,08 %           | 150.120           | 91,18 %           |
| Stadt-Frauen                             | 66,79 % | 68.471            | 72,35 %           | 120.625           | 77,59 %           |
| LAND GESAMT                              | 56,83 % | 1.012.810         | 64,85 %           | 1.307.989         | 74,19 %           |
| Land-Männer                              | 72,94 % | 630.929           | 79,32 %           | 768.505           | 85,57 %           |
| Land-Frauen                              | 40,31 % | 381.881           | 49,83 %           | 539.484           | 62,37 %           |

## Wirtschaft
Der Großteil der arbeitenden Bevölkerung ist in der Landwirtschaft beschäftigt. Es gibt nur wenige bedeutende Dienstleistungsunternehmen und Industriebetriebe.

## Verwaltung
Der Distrikt Sabarkantha umfasst 8 Talukas. Diese sind:
- Himatnagar, Idar, Khedbrahma, Poshina, Prantij, Talod, Vadali und Vijaynagar

Bei der Volkszählung 2011 standen den 15 Städten (Towns) insgesamt 1376 Dörfer entgegen. Von diesen Dörfern waren 1364 bewohnt.